# Festival Internacional de Música d'Echternach

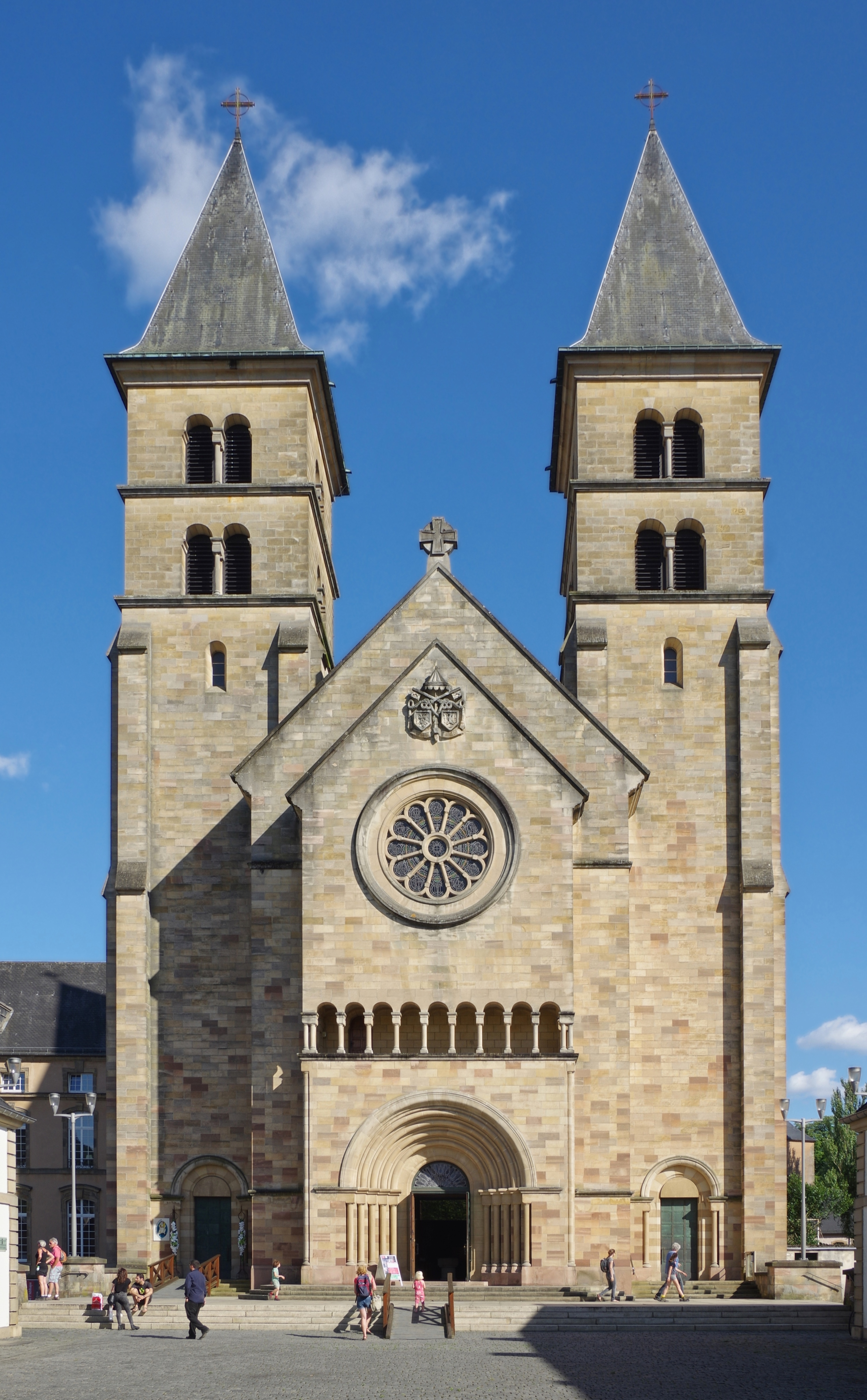
La Basílica d'Echternach

El Festival Internacional de Música d'Echternach és un festival de música internacional que té lloc al maig i juny de cada any des de 1975 a Echternach a l'est de Luxemburg.
A més a més de música clàssica, obres modernes s'escolten a la Basílica de Sant Willibrord del segle xviii i a l'església de St. Peter i St. Paul. Des del 2008, també se celebra un festival de jazz al setembre i octubre. Artistes internacionals de renom, com Yehudi Menuhin, Gidon Kremer, Mstislav Rostropóvitx, Maurice André, Dietrich Fischer-Dieskau, Yo-Yo Ma, Bobby McFerrin o Jordi Savall han participat en el marc d'aquest festival. El festival presenta música medieval i clàssica al costat del jazz i d'altres músiques del món.